# Río Capanaparo
Le río Capanaparo est une rivière du Venezuela, dans le bassin de l'Orénoque.

## Géographie
Le río Capanaparo prend sa source dans le département d'Arauca, en Colombie. Il coule ensuite vers l'est, passe au Venezuela (État d'Apure) avant de rejoindre l'Orénoque à la limite de l'État de Bolívar, après un parcours total de 650 km.
Le río Capanaparo traverse le parc national Santos Luzardo, au Venezuela.

## Galerie

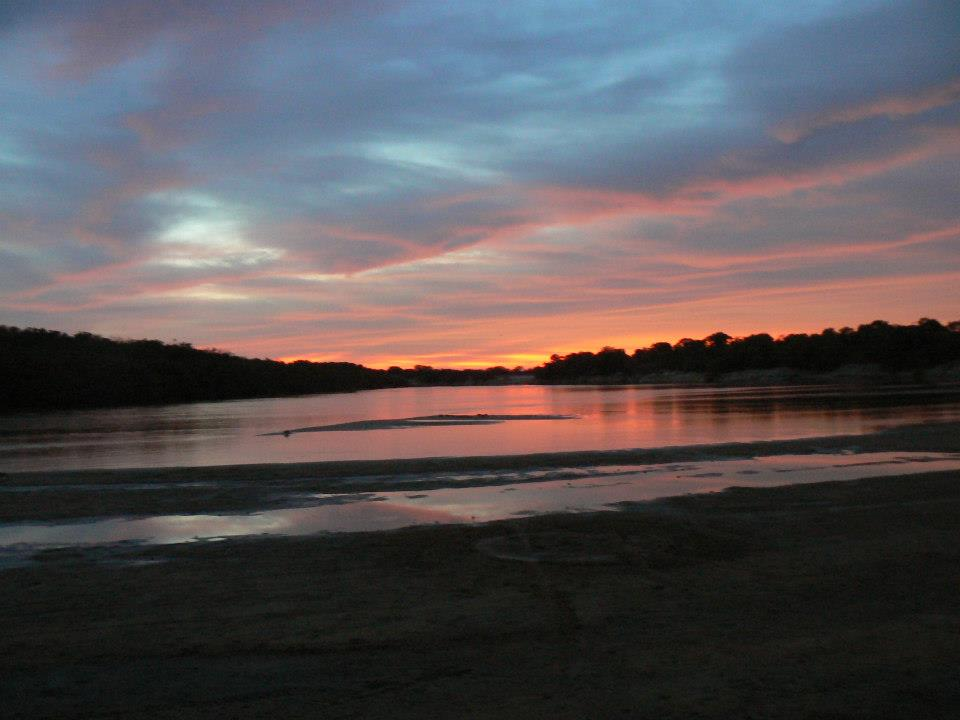
Río Capanaparo
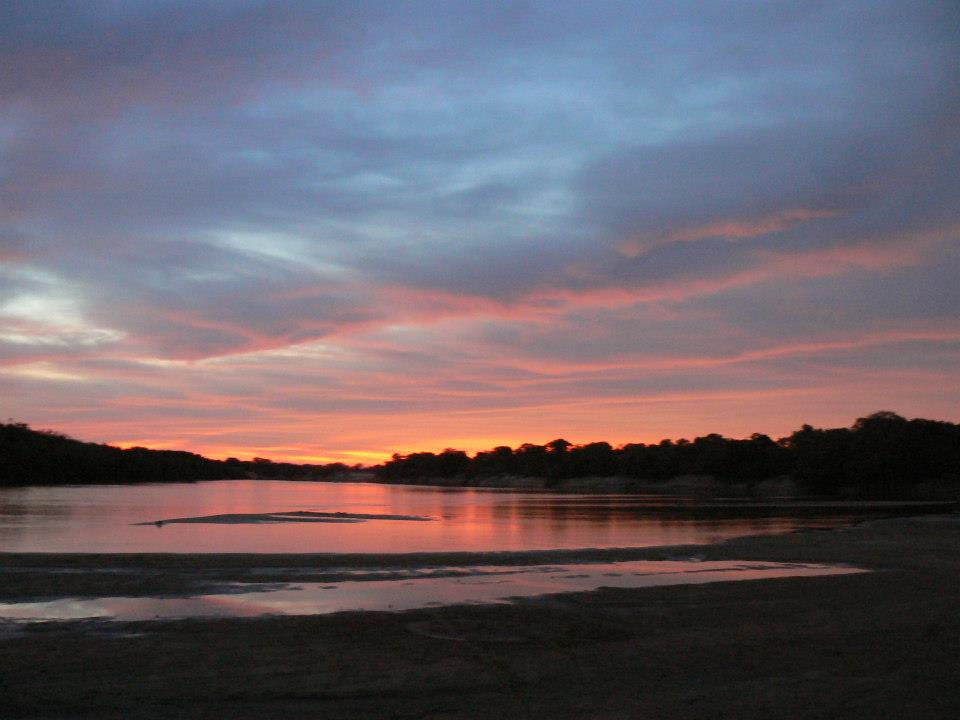
Río Capanaparo